# Орто-Орюктю
Орто-Орюктю (кирг. Орто-Өрүктү) — село в Иссык-Кульском районе Иссык-Кульской области Кыргызстана. Входит в состав Орюктинского аильного округа. Код СОАТЕ — 41702 215 850 02 0.

## Население
По данным переписи 2009 года, в селе проживало 1396 человек.